# 陳炳錫
陈炳锡（1956年—2009年），男，广东普宁人，中国毒枭。

## 生平
陈炳锡出生于广东普宁市流沙镇赤水村。曾与公安部A级通缉犯刘招华、谭晓林合作販賣、製造冰毒和海洛因。
陈氏的发家主要是改革开放后他承包了村办企业斗笠厂和服装厂。生意给他带来了相当的财富，但他其後由於對财富貪得無厭的追求涉足毒品生意主要是贩卖海洛因。
更与公安部A级通缉犯刘招华合作參與投資冰毒生意。陈炳锡后在泰国被捕并被遣返回中国，后被中国法院判处死刑。2009年1月9日上午，制造、贩卖、运输甲基苯丙胺（俗称“冰毒”）达12.36吨之多的被称作“冰毒之王”的陈炳锡在广州被执行死刑。

## 影視形象及相關節目
- 國家形象-陳炳錫、谭晓林、刘招华的故事為籃本[6][7]。